# Керім Алайбегович
Керім-Сам Алайбегович (босн. Kerim-Sam Alajbegović, нар. 21 вересня 2007, Кельн, Німеччина) — боснійський футболіст, півзахисник австрійського клубу «Зальцбург».

## Ігрова кар'єра

### Клубна
Керім Алайбегович народився у німецькому місті Кельн і займатися футболом почав в академії місцевого клубу «Кельн». У 2021 році футболіст перебрався до молодіжної команди «Баєр 04», з яким підписав професійний контракт до 2025 року.
В червні 2025 року Алайбегович перейшов до австрійського «Зальцбурга». Його дебют на професійному рівні відбувся 23 липня у матчі кваліфікаційного раунду Ліги чемпіонів проти норвезького «Бранна». 2 серпня у матчі проти «Ріда» боснієць провів першу гру в складі «Зальцбурга» в чемпіонаті Австрії.

### Збірна
Керім Алайбегович народився у Німеччині але з 2022 року почав свою міжнародну кар'єру в юнацьких збірних Боснії і Герцеговини. У 2024 році футболіст дебютував у складі молодіжної збірної Боснії і Герцеговини.